# Dick Hooper
Richard „Dick” Hooper (ur. 26 sierpnia 1956) – irlandzki lekkoatleta specjalizujący się w biegach długodystansowych, przede wszystkim w maratonie.
W 1975 zajął 28. miejsce w biegu juniorów na 7 kilometrów podczas mistrzostw świata w przełajach, irlandzcy juniorzy zdobyli na tych zawodach srebro drużynowo. Trzykrotnie startował w biegach maratońskich podczas letnich igrzysk olimpijskich: w 1980 r. w Moskwie zajął 38. miejsce, w 1984 r. w Los Angeles – 51. miejsce, natomiast w 1988 r. w Seulu – 24. miejsce. Kilkukrotnie startował w mistrzostwach Europy, najlepszy wynik osiągając w 1982 r. w Atenach, gdzie zajął 11. miejsce. Sześciokrotnie zdobył złote medale mistrzostw Irlandii w biegu maratońskim (1978, 1980, 1981, 1982, 1984, 1998). Trzykrotnie zwyciężał w maratonach w Dublinie (1980, 1985, 1986), w 1990 triumfował w maratonie w Pittsburghu.
Rekord życiowy w biegu maratońskim: 2:12:19 (1988).
Jego starszy brat, Pat, był również długodystansowcem, olimpijczykiem z 1980 roku.